# Eumyrmococcus kruiensis
Eumyrmococcus kruiensis är en insektsart som beskrevs av Williams 1998. Eumyrmococcus kruiensis ingår i släktet Eumyrmococcus och familjen ullsköldlöss. Inga underarter finns listade i Catalogue of Life.